# Landthurm (Ohrenbach)
Landthurm ist ein Wohnplatz der Gemeinde Ohrenbach im Landkreis Ansbach in Mittelfranken. Nach 1964 zählt der Ort nicht mehr zu den amtlich benannten Gemeindeteilen. Landthurm liegt in der Gemarkung Ohrenbach.

## Geographie
0,25 km nördlich der Einöde fließt der Grimmelbach, ein linker Zufluss der Steinach. Im Westen grenzt das Waldgebiet Dornschlag an, 0,5 km östlich liegt das Waldgebiet Kautau. Eine Gemeindeverbindungsstraße führt nach Ohrenbach (1,8 km südlich) bzw. nach Hinterpfeinach (0,9 km nördlich).

## Geschichte
Mit dem Gemeindeedikt (frühes 19. Jahrhundert) wurde Landthurm dem Steuerdistrikt und der Ruralgemeinde Ohrenbach zugewiesen.

### Einwohnerentwicklung
| Jahr      | 001836 | 001840 | 001861 | 001871 | 001885 | 001900 | 001925 | 001950 | 001961 |
| Einwohner | 7      | 5      | *      | 4      | 4      | *      | *      | *      | *      |
| Häuser    | 1      | 1      |        |        | 1      | *      | *      | *      | *      |
| Quelle    | [ 4 ]  | [ 5 ]  | [ 6 ]  | [ 7 ]  | [ 8 ]  | [ 9 ]  | [ 10 ] | [ 11 ] | [ 12 ] |

## Religion
Der Ort ist seit der Reformation evangelisch-lutherisch geprägt und bis heute nach St. Johannes der Täufer (Ohrenbach) gepfarrt. Die Einwohner römisch-katholischer Konfession sind nach St. Johannis (Rothenburg ob der Tauber) gepfarrt.